# Give a Little Bit
Singles de Supertramp
Sister Moonshine Babaji (chanson)
Give a Little Bit est une chanson du groupe Supertramp, issue de l'album Even in the Quietest Moments... sorti en 1977 et devenue un hit international.

## Historique
Give a Little Bit est la première chanson de l'album Even in the Quietest Moments... sorti en 1977. Le titre est crédité Roger Hodgson et Rick Davies, bien qu'il s'agisse en réalité d'une composition de Hodgson, écrite quand il avait 19 ou 20 ans et qu'il avait présentée au groupe pour l'enregistrement cinq à six ans plus tard. Hodgson a déclaré qu'il avait été inspiré par la chanson All You Need Is Love, du groupe The Beatles,  sortie au cours du mouvement « Peace and love » dans les années 1960.
La chanson est caractérisée par le son de guitare acoustique à douze cordes, à laquelle s'ajoute un Clavinet. Elle a atteint la 15e place du classement Billboard Hot 100.

## Classements
| Classement                             | Meilleure position |
| -------------------------------------- | ------------------ |
| Allemagne (Media Control AG)           | 29                 |
| Royaume-Uni (UK Singles Chart)         | 29                 |
| Pays-Bas (Nederlandse Top 40)          | 2                  |
| Belgique (Flandre Ultratop 50 Singles) | 12                 |
| Norvège (VG-lista)                     | 9                  |
| Nouvelle-Zélande (RMNZ)                | 14                 |
| États-Unis (Billboard Hot 100)         | 15                 |

## Au cinéma
La chanson est entendue dans le film Superman (1978) de Richard Donner dans la scène finale juste avant le tremblement de terre lorsque Loïs Lane (Margot Kidder) est en voiture. Elle écoute ce titre sur son autoradio. La chanson ne figure néanmoins pas sur la Bande originale du film.